# Самолети, влакове и автомобили
„Самолети, влакове и автомобили“ (на английски: Planes, Trains and Automobiles) е американски комедиен филм от 1987 г., написан, продуциран и режисиран от Джон Хюз, с участието на Стийв Мартин и Джон Кенди. Премиерата на филма е на 25 ноември 1987 г. от „Парамаунт Пикчърс“.